# Cop Car Chase
Cop Car Chase (eerder Lethal Weapon Pursuit) was een stalen duellerende achtbaan in het Duitse Movie Park Germany. De attractie was gebouwd door Intamin AG in 1995 en was in werking van 1996 tot 2006.

## Geschiedenis
De achtbaan werd in 1996 geopend als Lethal Weapon Pursuit in het toenmalige Warner Bros. Movie World Germany en was gethematiseerd naar de film Lethal Weapon. Het was een van de twee nieuwe achtbanen dat jaar na de overname van het park door Warner Bros., samen met de Junior Coaster Backyardigans Mission to Mars van de Nederlandse attractiebouwer Vekoma. Deze twee waren de enige achtbanen die het park op dat moment had.
In 1999 werd het park verkocht aan Premier Parks, het latere Six Flags, dat zich in 2004 opnieuw terugtrok uit Europa. Het park ging nog de rest van het seizoen door onder dezelfde naam en veranderde voor het volgend seizoen in Movie Park Germany. Omdat hiermee ook de licenties voor de film vervielen voor het park, werd de achtbaan hernoemd naar Cop Car Chase en werd de thematisering die onlosmakelijk verbonden was met de film verwijderd.
Six Flags staat er echter om bekend niet veel te geven om onderhoud van oudere attracties en in 2006 had de achtbaan grote kosten nodig om te kunnen blijven draaien. Het park, dat op dat moment geen goede bezoekerscijfers haalde, besliste de achtbaan te slopen en op deze plaats een nieuw themagebied aan te leggen, de Santa Monica Pier, waarmee nieuwe bezoekers konden aangetrokken worden.

## Eigenschappen
Beide banen van de attractie hadden elk 2 liftheuvels met een kettinglift, één in het begin en één halfweg het parcours. Op de attractie reden korte treinen van 2 wagons met elk plaats voor 4 personen. De attractie was uniek, want dit was de enige achtbaan van Intamin AG van dit type met dergelijke korte treinen. In totaal waren er 8 treinen. Het hoogste punt van de banen was 16 meter en er werd maximaal 50 km/u gehaald.
De achtbanen hadden twee inversies. Voor de tweede liftheuvel bevatte het baanverloop een verticale looping in het donker, en op het einde van de rit was er een heartline roll (een soort platte kurkentrekker waarbij het middelpunt van de draaibeweging bij benadering het hart is van de berijders). Een groot deel van de baan was indoor in een zogezegd oud fabrieksgebouw.